# Karlsøyfjorden (Bodø)
Karlsøyfjorden er et sund som går mellem Kjerringøya og Karlsøyvær i Bodø kommune i Nordland fylke i Norge. Sundet har en længde på 15 kilometer fra Stegerøya i Vestfjorden til Kjeøya ved Låter i Folda.
Den største bebyggelse langs sundet er Kjerringøy og der er spredt bebyggelse nord og syd der for, langs fylkesvejene 834 og 571 som går langs fastlandsdelen af Karlsøyfjorden.